# Synanthedon anisozona
Synanthedon anisozona is een vlinder uit de familie wespvlinders (Sesiidae), onderfamilie Sesiinae.
Synanthedon anisozona is voor het eerst wetenschappelijk beschreven door Meyrick in 1918. De soort komt voor in het Oriëntaals gebied.